# ヘビーメルダー
ヘビーメルダー（Heavy Melder）は、松本零士のSF漫画やそれを原作としたアニメ作品などに登場する架空の惑星である。空間軌道の大分岐点・トレーダー分岐点が存在する。
本稿では、ヘビーメルダーが存在する太陽系のユーフラテス太陽系についても、併せて解説する。

## 概要
『銀河鉄道999』、『宇宙海賊キャプテンハーロック』、『クイーン・エメラルダス』など、松本零士の多くのSF漫画やアニメの舞台として登場する惑星である。『999』では銀河鉄道株式会社が保有する鉄道路線の分岐点として、TVアニメ『わが青春のアルカディア 無限軌道SSX』では宇宙の自由交易港として登場するなど、松本の作品世界では宇宙における交通や物流の要衝とされていることが多い。それゆえ多くの人が集まる場所であり、自由と無法が渦巻く大フロンティアでもある。なお資源に関しては、『無限軌道SSX』で脚本を担当した山浦弘靖によるノベライズ本2巻（コバルトシリーズ版）においてなんの資源もない星であることが明らかになっている。
『ハーロック』原作や『999』映画第1作、『無限軌道SSX』では、ハーロックの友人・大山トチローとかつての愛艦デスシャドウ号が最期を迎えた場所として描かれた。

## 外観・環境など
地球から遠く離れたユーフラテス太陽系に存在する惑星で、『999』映画第2作において衛星がラーメタルであることが判明している。2重太陽の周りを回っているため、ヘビーメルダーから見ると2つの太陽が上っているように見える。密度および重力は地球とほぼ同じで、直径は地球の2倍強であることが『ハーロック』劇中でのハーロックの弁で語られている。また、999号の停車時間からヘビーメルダーの1日は地球時間にして1週間と24分ということが判明している。
外観については、『ハーロック』では惑星ヘビーメルダーは自転速度が高速なために赤道部が膨らみ、楕円形に描かれているが、そのアニメ版および『999』では地球同様の球形で描かれている。また、『ハーロック』では空の色はオレンジ色で黒い雲がたなびく世界とされている。惑星全域に渡って砂漠が広がっているために地表は赤茶色に見え、吹きすさぶ砂嵐により埃が渦巻いている。そのため『ハーロック』ではヤッタランが、『999』では星野鉄郎がその埃の多さに顔をしかめている。
先述の通り、砂漠ばかりが目立つ星だがWEB配信による画像付き音声ドラマ『ユマの物語〜シンフォニーNo.V〜』によれば、一ヶ所だけジャングルのように緑が生い茂る場所があるとされる。

## 地域
トレーダー分岐点/トレーダー･シティ
ヘビーメルダーの主部。開拓者の星ということもあって、町並みはさながら西部劇のセットのようなものとなっている。また、酒場にはゴロツキやならず者が集まっている。
『999』では、歌姫レリューズ（映画1作目ではリューズ）の歌を聞ける酒場がある。
トレーダー・シティは『ハーロック』での名称。原作の終盤、仲間を連れて酒場を訪れたハーロックとマゾーンの女王ラフレシアがここで対面した。
ガンフロンティア山
『999』で登場。所在地について、映画1作目でトレーダー分岐点より南に10キロほど行ったところにあることが酒場の親父の弁で語られている。トチローはこの山の麓近くで朽ち果てたデスシャドウ号を住処としていた。原作およびTVアニメでは、ニセハーロックがここに時間城を置き、ヘビーメルダーの支配者として君臨していた。
山の名前は松本の別作品『ガンフロンティア』から。
時間城
『999』で登場。黒い色をした分厚い巨大なベースの上に中世の城が置かれたようなデザインで、ベースの正面側に時計が、側面側には無数の丸いメーターがついている。原作＆TV版ではニセハーロックの居城で、映画1作目では機械伯爵の居城として登場した。なお、原作よりも映画の方が先に登場している。
- 原作＆TV版……巨大なタイムマシンであることが語られ、時間の流れの中を自在に移動可能である。防衛用にミサイルランチャーが設置されており、城に接近した鉄郎を攻撃している。ニセハーロックを見限ったレリューズが自滅装置を作動させて崩壊した。
- 映画版……ワープ機関を装備した宇宙船としての機能を持ち、神出鬼没の存在であったために誰にも所在がつかめなかったが、エメラルダスやトチローが何らかの手段で位置を特定した。鉄郎に撃たれた機械伯爵が倒れこむ際に自滅装置のレバーを引いて崩壊する。

映画およびTV版では、かおりくみこの曲をBGMに崩壊していくシーンが克明に描かれている。
手形大地
『エメラルダス』単行本収録の読切版で登場。黒曜石が砂丘に手形の形で露出しており、宇宙の七不思議のひとつに数えられている。
超古代科学文明の遺跡
『ユマの物語〜シンフォニーNo.V〜』に登場。ヘビーメルダーで唯一緑豊かな土地に存在する数十億年も前の遺跡で、宇宙考古学者のクスコ・トリニティ教授の手で発見される。そこに眠る高度な科学技術は、999号や機械帝国のオーバーテクノロジーにも使用されていたという。

## 劇中での登場
宇宙海賊キャプテンハーロック
原作では終盤に登場。ハーロック達がトレーダー・シティを訪れラフレシアと会見。決戦を前にラフレシアは酒場でハーロックと酒を酌み交わそうとしたが、規律に背いた者の対応に追われてそれどころではなくなってしまう。ハーロックがアルカディア号でこの星を訪れたのは単なる気まぐれではなく、トチローと青春の日々を過ごしたこの惑星の大地に永遠の別れを告げるために来たことが巻末で語られている。
アニメでは寂れた開拓惑星として登場。住民達は夢も希望も失っていたがトチローがこの星を訪れたことで夢と希望の惑星へと変わった。だが、この星は妖星ガンダの接近により滅び去る運命にあった。ヘビーメルダーは消滅したが、ハーロック達はトチローがこの星の地下ドックで建造していたアルカディア号で脱出し、難を逃れた。
ここまでの経緯はアニメ31話においてハーロックの回想という形で描かれた。また、トチローと女戦士エメラーダの娘・まゆが両親と共に赤子の頃を過ごした星でもある。
クイーン・エメラルダス
単行本に収録の読切版では滅亡した植民星として登場。かつては空間鉄道の分岐点があり美しい惑星であったことがエメラルダスの弁で語られるが、作中の時点では地表は風化して変わり果てており、白骨がゴロゴロ転がっていた。滅亡して長らく無人に近い状態だったが、ゼル一族がやって来てこの星を支配下に置こうとしており、16という名の男性と66という名の女性の2人がここに新世界を作ろうとして抵抗していた。
『週刊少年マガジン』1979年5月25日増刊号に掲載され、単行本未収録の番外編でも今は亡きトチローとの思い出が眠る惑星として登場。クイーン・エメラルダス号でこの星を訪れたエメラルダスは、トチローの遺した船・デスシャドウ号を私物化しているイオンダーという男と交戦することとなった。
銀河鉄道999
銀河鉄道が一点に集まる宇宙の大分岐点として登場。しかしTVアニメ版では、同じくトレーダー分岐点が存在する惑星トレーダーと比べ、他列車の登場シーンは少ない。原作およびTV版ではハーロックと名乗る機械化人がガンフロンティア山の向こうに時間城を置き、そこを居城としてヘビーメルダーを支配している。また、愛人のレリューズを酒場の歌姫として潜り込ませ、不穏な動きを監視させていた。
映画第1作では、ガンフロンティア山の麓でトチローが朽ち果てたデスシャドウ号を住処として生活しており、人間狩りを楽しむ機械化人・機械伯爵の動向を探っていた。時間城は機械伯爵の居城として登場。人間狩りで得た剥製のコレクションを披露しようとした機械伯爵が時間城でこの星を訪れたことにより、母の仇を討とうとする鉄郎の前にその威容を現した。
映画第2作では機械化人と生身の人間による戦いで大気が有毒化、さらには駅の施設も破壊されたために停車が見送られたことが車掌の弁で語られ、衛星のラーメタルが臨時停車駅となった。
また、1996年から連載再開された「エターナル編」においても、ヘヴィメルダーとして登場している。
この駅を境に、地球寄りを管理局本部が、アンドロメダ寄りをアンドロメダ管理局が担当する。
わが青春のアルカディア 無限軌道SSX
イルミダスの支配下にある宇宙の自由貿易港として登場。デスシャドウ号に乗ってハーロックと戦い、敗北したベンツェルの左遷先となっている。そのデスシャドウ号はこの惑星のドックで無人戦闘艦に改造され、惑星近くの宙域でハーロックのアルカディア号と再度交戦。ベンツェルの活躍もあり最終的にデスシャドウ号は破壊されヘビーメルダーに墜落、彼と共に最期を迎える。
のちに死期を悟ったトチローが単身ヘビーメルダーへ向かい、デスシャドウ号の艦内でその生涯を終えた。
ユマの物語〜シンフォニーNo.V〜
超古代科学文明の遺跡が眠る惑星として登場。ヘビーメルダーの古代遺跡を研究していたクスコ教授から、亡き母へのメールを受け取った宇宙工学者の女性ナナミ・ユマは、宇宙巡洋船ミナレスでクスコ教授のいる惑星ヘビーメルダーを訪れる。
なお、劇中に登場してはいないものの『宇宙交響詩メーテル 銀河鉄道999外伝』ではラーメタルから分離した新生ラーメタルが、この惑星の衛星となった過程が描かれ、レオパルドの呼びかけに応じたヘビーメルダーの商人が自前の宇宙船でプロメシュームの艦隊に立ち向かう様子が描かれている。

## ユーフラテス太陽系
ユーフラテス太陽系には、ヘビーメルダー以外にも惑星が存在することは『999』劇場版などで示唆されていたが、『宇宙交響詩-』で約60個の惑星を有する巨大な恒星系であると設定された。劇中では57番惑星に空間航路を監視するステーションが設置されていることが語られているほか、惑星の間を縫うように銀河鉄道の空間軌道が設置されていると語られている。

## ヘビーメルダーII
漫画『銀河鉄道999 ANOTHER STORY アルティメットジャーニー』では、終点エターナルに向かう経由先のアルテメータ星系におけるトレーダー分岐点として「ヘビーメルダーII」が登場する。砂と砂塵だけの星で何も楽しみがない上に停車時間が60時間と長いため、999の乗客へのサービスとして銀河鉄道管理局が設営したテーマパーク『ガンフロンティア』が提供されている。